# Provincia Cartago

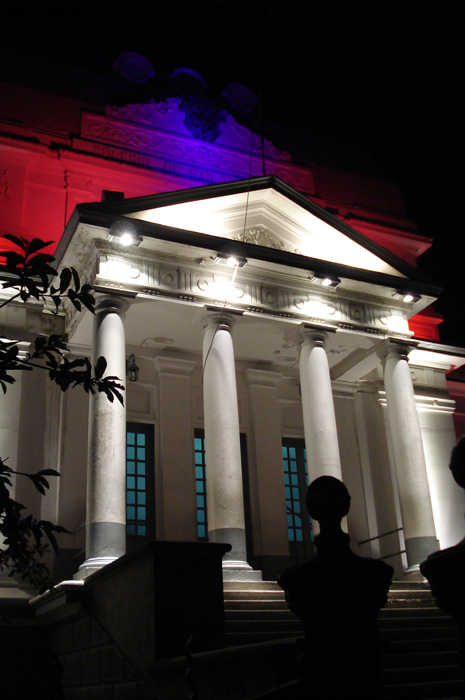
Colegio San Luis Gonzaga

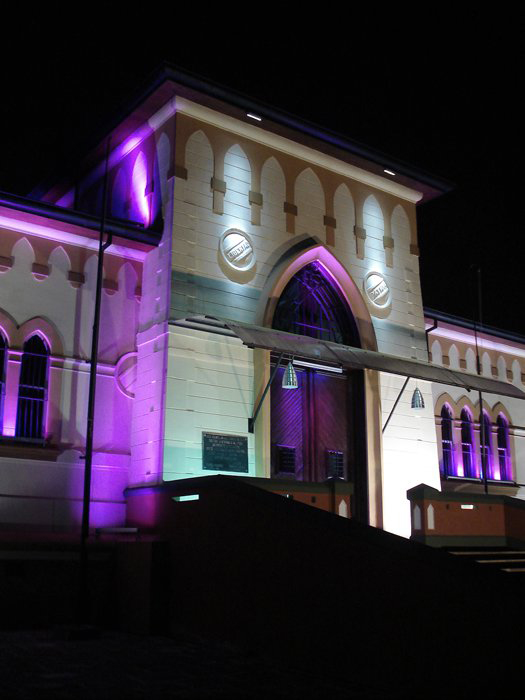
Museo Municipal de Cartago

Cartago (în pronunție în spaniolă [kaɾˈtaɣo]) este o provincie din Costa Rica. Acesta este situată în partea centrală a țării, având granița cu Nicaragua la nord. Este una dintre cele mai mici provincii, cu toate astea probabil una dintre cele mai bogate din perioada colonizării spaniole.

## Geografie
Aceasta este situată în partea centrală a țării și se învecinează cu provinciile Limon la est și San José la vest. Capitala este Cartago; până în 1823 a fost și capitala Costa Ricăi, care este acum San José.  Provincia se întinde pe o suprafață de 3,124.61 km² și are o populație de 490,903. Este împărțită în opt cantoane și este legată de San José printr-o autostradă cu patru benzi. Cel mai înalt vârf este Cerro de la Muerte având 3.600 de metri deasupra nivelului mării, iar cel mai de jos punct al provinciei este Turrialba, care se află la 90 de metri deasupra nivelului mării.

## Sport
Cartago este reședința echipei din Primera Division echipa, C.S. Cartaginés, care joacă pe stadionul Jose Rafael Fello Meza, situat la sud de orașul Cartago, în Barrio Asís.

## Cantoane
| Nume      | Capitală   | Suprafață (km²) | Recensământ 2000 | Legea înființării             |
| --------- | ---------- | --------------- | ---------------- | ----------------------------- |
| Cartago   | Cartago    | 287,77          | 132.006          | Legea 36 din 7 decembrie 1848 |
| Paraíso   | Paraíso    | 411,91          | 52.243           | Legea 36 din 7 decembrie 1848 |
| La Unión  | Tres Ríos  | 44,83           | 80.664           | Legea 36 din 7 decembrie 1848 |
| Jiménez   | Juan Viñas | 286,43          | 14.103           | Legea 84 din 19 august 1903   |
| Turrialba | Turrialba  | 1.642,67        | 68.495           | Legea 84 din 19 august 1903   |
| Alvarado  | Pacayas    | 81,06           | 12.160           | Legea 28 din 9 iulie 1908     |
| Oreamuno  | San Rafael | 202,31          | 39.160           | Legea 68 din 17 august 1914   |
| El Guarco | Tejar      | 167,69          | 34.092           | Legea 195 din 26 iulie 1939   |

## Gallery

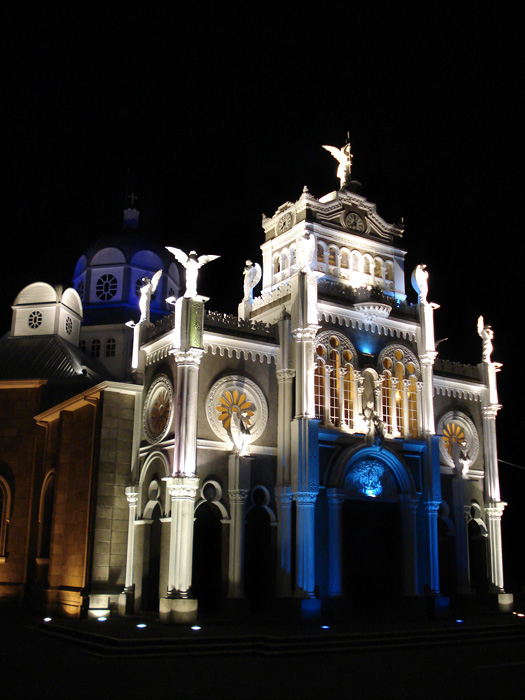
Biserica de Los Ángeles
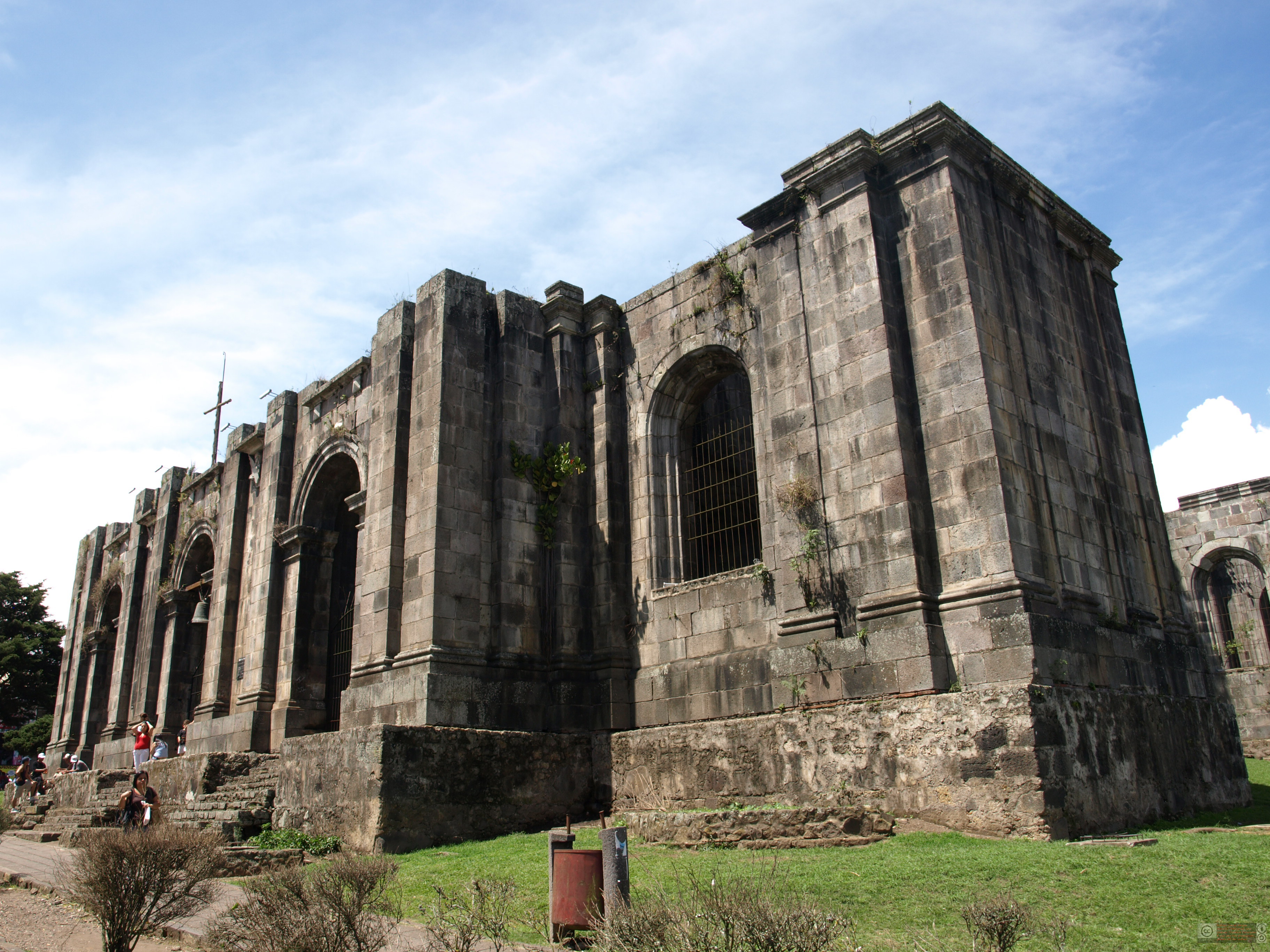
Vedere a ruinelor Parohiei Santiago Apóstol în Cartago, Costa Rica.
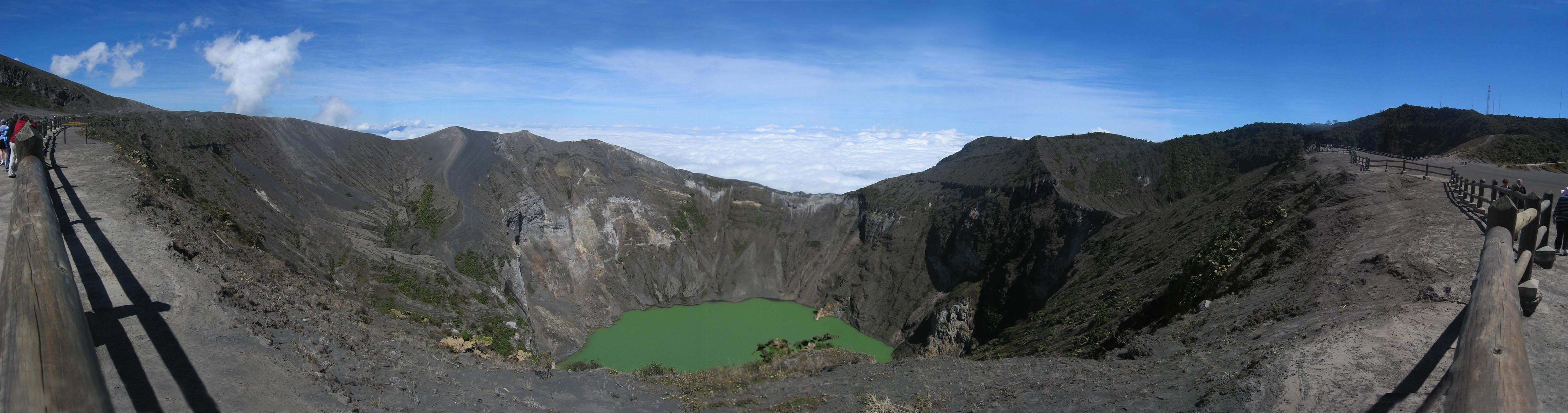
Vulcanul Irazú
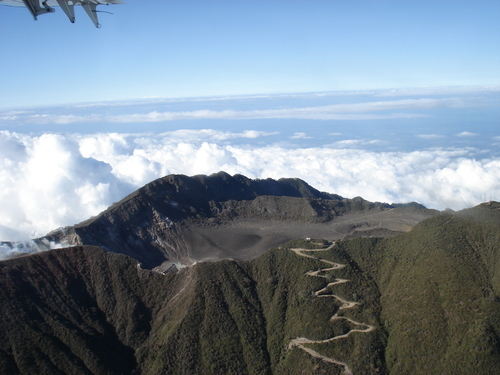
Vulcanul Turrialba
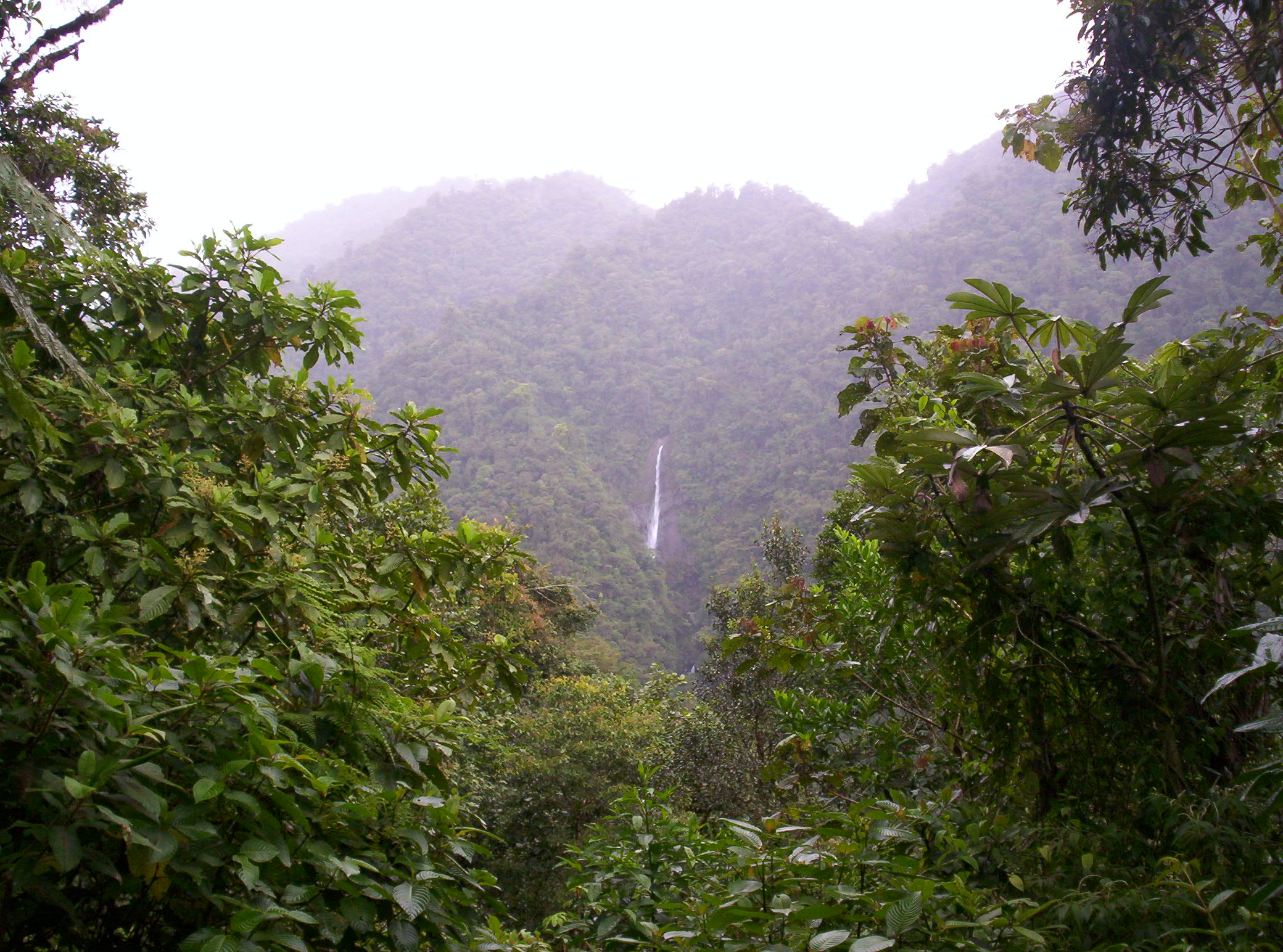
Parc Național Tapantí
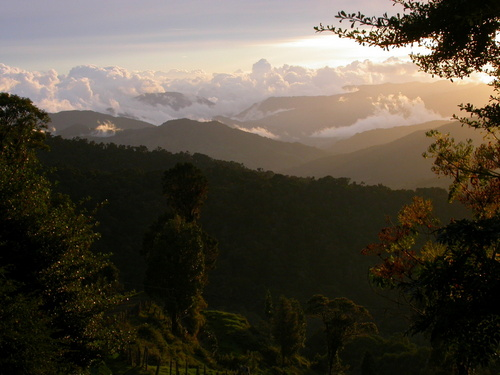
Cerro de la Muerte